# Баталья, Аугусто
Аугу́сто Марти́н Бата́лья Ба́рга (исп. Augusto Martín Batalla Barga; род. 30 апреля 1996 года, Буэнос-Айрес) — аргентинский футболист, вратарь клуба «Райо Вальекано».

## Биография
До июля 2014 года Аугусто выступал за молодёжную команду клуба «Ривер Плейт». Затем он был переведён в первую команду и стал её третьим вратарём. В сезоне-2014 ему так и не довелось выйти на поле. В 2016—2017 годах Баталья стал регулярно защищать ворота своей команды. Однако затем вратарь потерял место в основе, и Баталья стал отдаваться в аренду в другие команды — «Атлетико Тукуман», «Тигре», чилийские «Унион Ла-Калера» и «О’Хиггинс». В июле 2021 года был отдан в аренду в «Сан-Лоренсо де Альмагро».
В составе юношеской сборной Аргентины до 17 лет Аугусто выступал на юношеском чемпионате Южной Америки 2013. Его сборная стала чемпионом Южной Америки в возрастной категории до 17 лет. Позже игрок принимал участие на юношеском чемпионате мира 2013, где аргентинцы заняли четвёртое место.
В составе молодёжной сборной Аргентины Аугусто принял участие на молодёжном чемпионате Южной Америки 2015. Он был там основным вратарём и заинтересовал своей игрой такой гранд мирового футбола, как мадридский «Реал».

## Достижения
- Обладатель Кубка Аргентины (2): 2016, 2017
- Обладатель Кубка Либертадорес (1): 2015 (не играл)
- Обладатель Южноамериканского кубка (1): 2014 (не играл)
- Обладатель Рекопы (1): 2016
- Обладатель Евроамериканского Суперкубка (1): 2015 (не играл)
- Победитель юношеского чемпионата Южной Америки (1): 2013